# تك كرانش
تك كرانش (بالإنجليزية: TechCrunch) عباره عن مدونة إلكترونية تقدم العديد من الأخبار التكنولوجية.

## اقرأ أيضا
- مجلة أراجيك

## وصلات خارجية
- رابط الموقع